# Buch (Tangermünde)

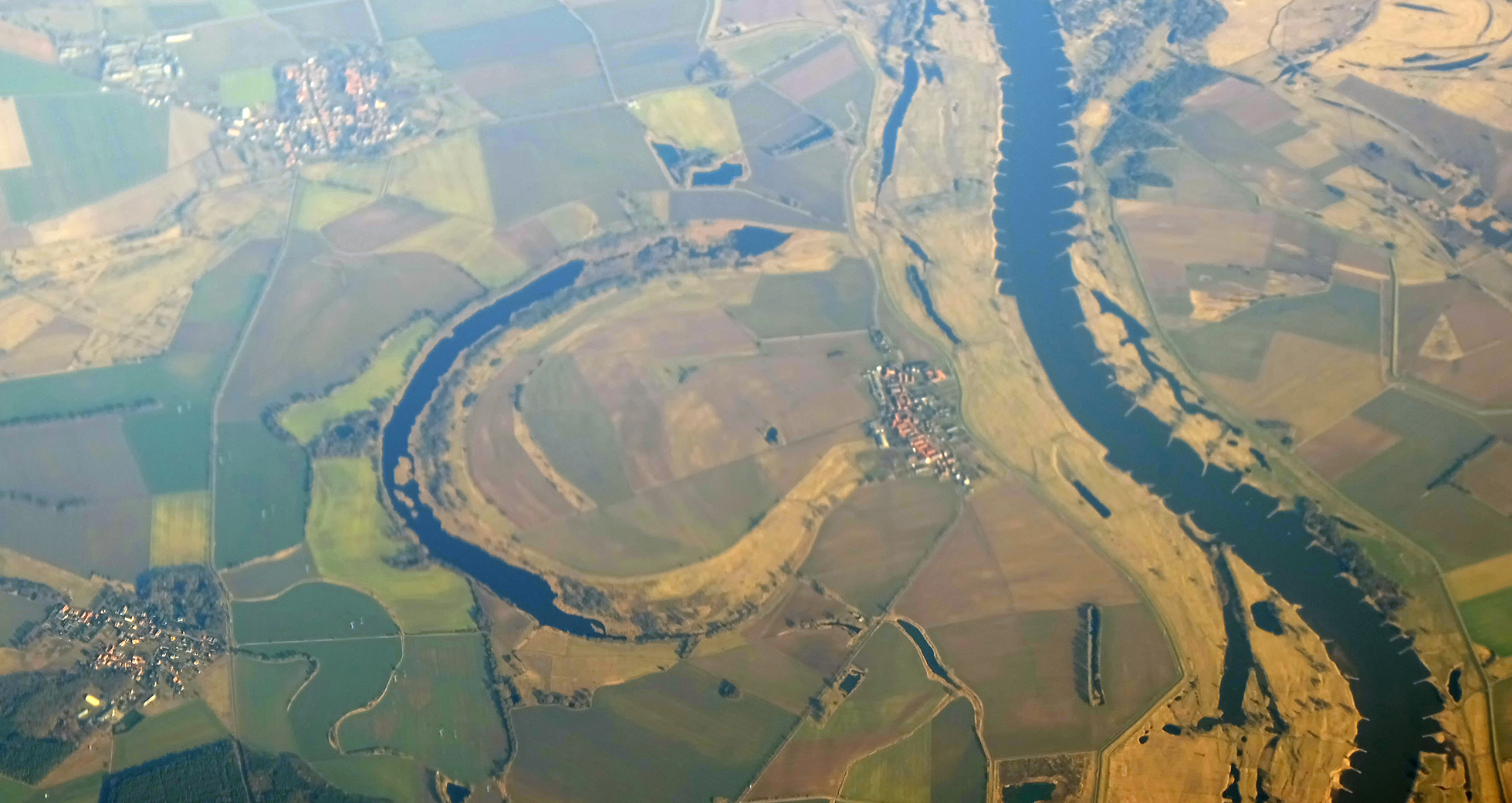
Schelldorf (rechts), links unten Jerchel, links oben Buch

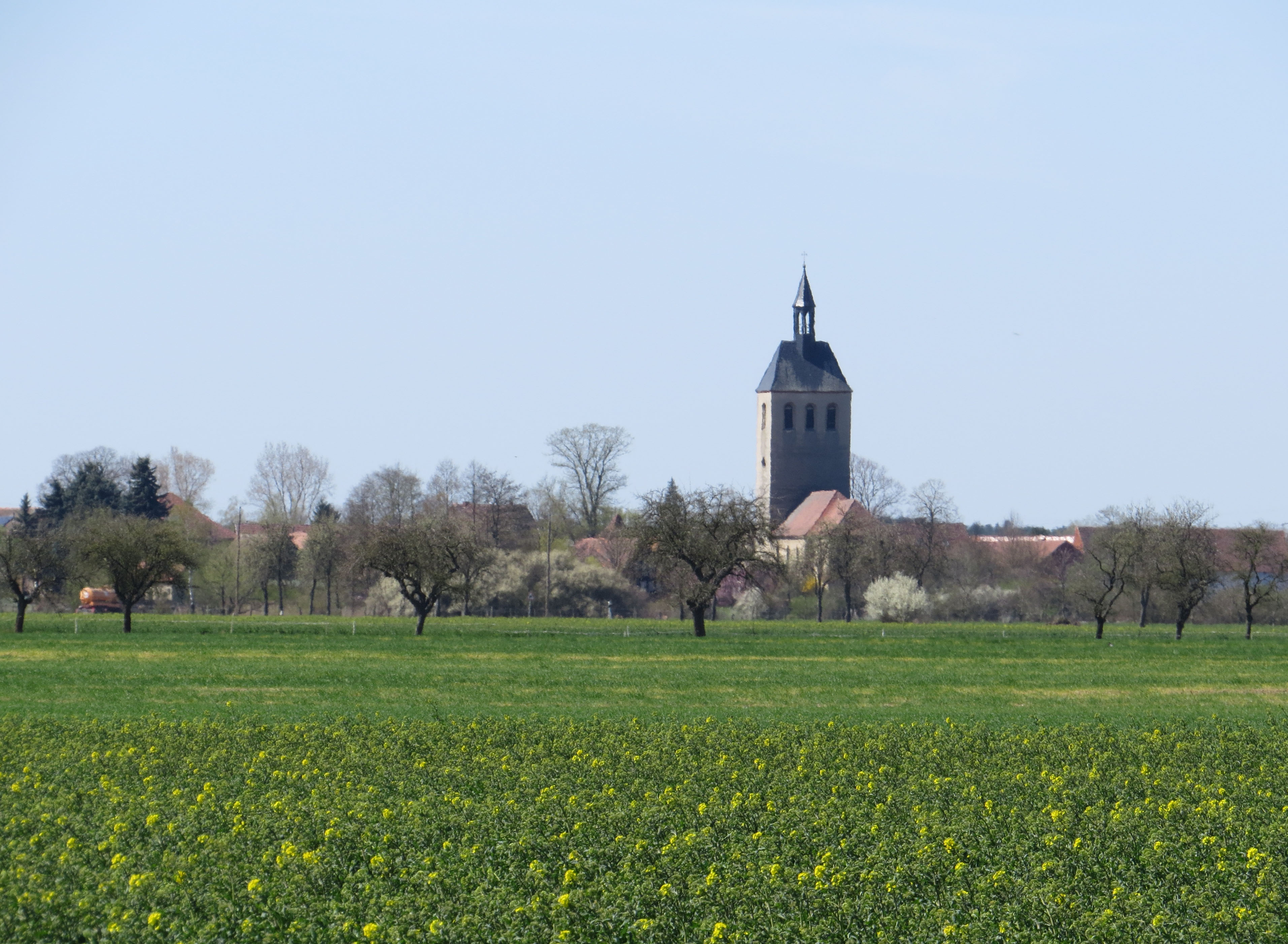
Buch, Tangermünde, von Osten

Buch ist eine Ortschaft und ein Ortsteil der Stadt Tangermünde im Landkreis Stendal in Sachsen-Anhalt.

## Geographie
Buch, ein mehrgliederiges Straßendorf mit Kirche, liegt sieben Kilometer südlich von Tangermünde unweit vom linken Elbufer am Bölsdorfer Tanger im Biosphärenreservat Mittelelbe. Östlich des Dorfes an einem Altarm der Elbe beginnt das Naturschutzgebiet Bucher Brack–Bölsdorfer Haken.
Nachbarorte sind Köckte im Nordwesten, Bölsdorf im Nordwesten, Schelldorf im Südosten und Jerchel im Süden.

## Geschichte

### Mittelalter bis Neuzeit
Schon zu karolingischer Zeit soll hier ein Ort bestanden haben, das im Jahre 810 erwähnte Hohbuoki, also Hohen Buche, wie Beckmann mutmaßt. Im Jahre 1121 wurde ein Ort Bouga oder Bůga genannt, als der Bischof Reinhard von Halberstadt den Augustiner-Chorherren von Schöningen einen Ort Calbe übereignete. Weitere Nennungen sind 1172 ville Buck, 1324 tzu buch. 1335 wurde Buch als castrum et oppidum, deutsch Feste und Stadt, bezeichnet. Andere Quellen geben dafür das Jahr 1340 an.
Im Landbuch der Mark Brandenburg von 1375 wird der Ort als Dorf (villa) Buk und Bůck aufgeführt.
Im Jahre 1471 ist es ein  Stetichen, 1537 heißt es vnsers Stettichens Buck, 1589 Das Bleck Büeck, also ein Flecken, 1687 Boeck
und 1804 Dorf Buch mit einer Schmiede, 3 Windmühlen, einer Schiffsmühle, zwei Krügen und einer Elbfähre.
Der Ort ist das Stammhaus des 1209 erwähnten gleichnamigen Adelsgeschlechtes.
Buch war einer von mehreren Marktflecken in der Altmark und ein durch einen doppelten Ringwall befestigter Ort. Buch hat sich nie zu einer richtigen Stadt entwickelt. Das nahe Tangermünde hatte die Zentrumsfunktion in dieser Gegend. Wiederholte Überschwemmungen bei hochwasserführender Elbe und andere Katastrophen verhinderten ein Wachsen des Ortes. Buch blieb ein landwirtschaftlich geprägtes Dorf.

### Fähre Buch
Buch unterhielt bereits 1589 auf eigene Kosten eine freie Fähre auf der Elbe bis ans Bucher Brack zum Kloster in Jerichow auf der östlichen Elbseite. Noch im Jahre 1957 wird der Wohnplatz Fährhaus erwähnt.

### Burg Buch
Paul Grimm beschrieb im Jahre 1958 einen stark eingepflügten, rundlichen Burghügel von etwa 1,5 Meter Höhe und 30 Meter Durchmesser auf einer in den (damals noch vorhandenen) Bucher See vorspringenden Halbinsel an der Südostecke der Dorflage. Der umlaufende Graben war im Acker noch erkennbar. Diese Spuren der Burgwallanlage und der „Ritterwall“, ein das Dorf umschließender ovaler Ringwall, sind heute ein Bodendenkmal.

### Herkunft des Ortsnamens
Heinrich Sültmann meint der Name 1121 bouga, 1440 bugk ist vermutlich von „Buchenwald“ herzuleiten.

### Eingemeindungen
Buch gehörte bis 1807 zum Tangermündeschen Kreis, dann bis 1813 zum Kanton Grieben. Danach kam die Gemeinde Buch zum Kreis Stendal, dem späteren Landkreis Stendal. Ab 25. Juli 1952 gehörte die Gemeinde zum Kreis Tangerhütte. Nach dessen Auflösung wurde sie am 1. Januar 1988 dem Kreis Stendal zugeordnet. Schließlich kam sie am 1. Juli 1994 zum Landkreis Stendal.
Bis zum 31. Dezember 2009 war Buch eine selbstständige Gemeinde und gehörte der im Jahr 2010 aufgelösten Verwaltungsgemeinschaft Tangermünde an.
Durch einen Gebietsänderungsvertrag beschloss der Gemeinderat der Gemeinde Buch am 9. Juni 2009, dass die Gemeinde Buch in die Stadt Tangermünde eingemeindet wird. Dieser Vertrag wurde vom Landkreis als unterer Kommunalaufsichtsbehörde genehmigt und trat am 1. Januar 2010 in Kraft.
Nach Eingemeindung der bisher selbständigen Gemeinde wurde Buch ein Ortsteil der Stadt Tangermünde. Für den Ortsteil Buch wurde die Ortschaftsverfassung nach den §§ 86 ff. der Gemeindeordnung Sachsen-Anhalt eingeführt. In Buch wurde ein Ortschaftsrat mit anfangs neun Mitgliedern gebildet, einschließlich Ortsbürgermeister.
Seit 2024 hat der Ortschaftsrat 7 Mitglieder, von 2019 bis 2024 waren es 6 Mitglieder.

### Einwohnerentwicklung
| Jahr | Einwohner |
| ---- | --------- |
| 1734 | 475       |
| 1772 | 078       |
| 1790 | 548       |
| 1798 | 518       |
| 1801 | 420       |
| 1818 | 571       |

| Jahr | Einwohner |
| ---- | --------- |
| 1840 | 788       |
| 1864 | 869       |
| 1871 | 841       |
| 1885 | 732       |
| 1892 | [00]747   |
| 1895 | 752       |

| Jahr | Einwohner |
| ---- | --------- |
| 1900 | [00]689   |
| 1905 | 648       |
| 1910 | [00]695   |
| 1925 | 701       |
| 1939 | 618       |
| 1946 | 869       |

| Jahr | Einwohner |
| ---- | --------- |
| 1964 | 614       |
| 1971 | 569       |
| 1981 | 502       |
| 1993 | 493       |
| 2000 | [00]445   |
| 2006 | 397       |

| Jahr | Einwohner |
| ---- | --------- |
| 2010 | 371       |
| 2014 | 324       |
| 2015 | 329       |
| 2019 | 319       |
| 2020 | 313       |
| 2021 | 308       |

| Jahr | Einwohner |
| ---- | --------- |
| 2022 | [0]288    |
| 2023 | [0]297    |

| Jahr                         | 1885 | 1895 | 1905 |
| Endertsche Ziegelei          | 04   |      |      |
| Fährhaus                     | 05   | 03   | 05   |
| An der Tangermünder Chaussee |      | 08   | 014  |
| Auf der Bucher Brade         | 05   | 02   |      |
| Ziegelei am Schelldorferwege |      | 04   | 07   |
| Brack                        |      | 04   | 05   |

Quelle bis 2006, wenn nicht angegeben:

## Religion
- Die evangelische Kirchengemeinde Buch gehörte früher zur Pfarrei Buch.[24] Sie wird heute betreut vom Pfarrbereich Lüderitz im Kirchenkreis Stendal im Bischofssprengel Magdeburg der Evangelischen Kirche in Mitteldeutschland.[25] Die ältesten überlieferten Kirchenbücher für Buch stammen aus dem Jahre 1680.[26] 1836 zerstörte ein Brand das Pfarrhaus und große Teile des Pfarrarchives.[27]
- Die katholischen Christen gehören zur Pfarrei St. Elisabeth in Tangermünde im Dekanat Stendal im Bistum Magdeburg.[28]

## Politik

### Ortsbürgermeister
Seit Oktober 2021 ist Erwin Keßler Ortsbürgermeister. Er löste Günter Rettig ab, der 2019 gewählt worden war.

### Ortschaftsrat
Bei der Ortschaftsratswahl am 9. Juni 2024 stellte sich die Wählergemeinschaft „Aktive Gruppe“ Buch zur Wahl. Sie erreichte alle 7 möglichen Sitze. Gewählt wurden zwei Frauen und 5 Männer. Von 257 Wahlberechtigten hatten 191 ihre Stimme abgegeben, die Wahlbeteiligung betrug damit 74,32 Prozent.

## Wappen
Blasonierung: „In Rot ein Roland barhäuptig in silberner Rüstung; in der Rechten ein aufgerichtetes Schwert haltend, das linke Bein mit einem goldenen Schild mit schwarzem Doppeladler belegt.“
Das Wappen wurde 1994 vom Kommunalheraldiker Jörg Mantzsch gestaltet und ins Genehmigungsverfahren geführt.

## Kultur und Sehenswürdigkeiten

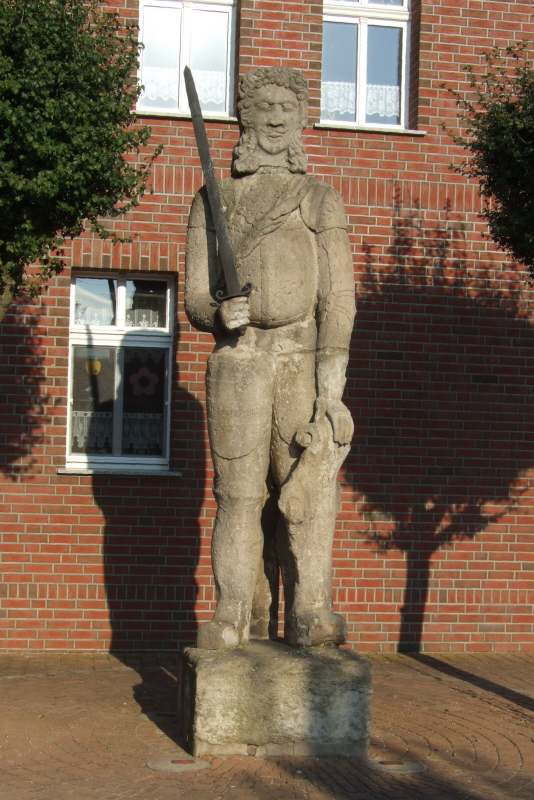
Roland von Buch

- Um 1580 wurde der Roland von Buch, eine 3,50 m hohe Rolandfigur aus Sandstein, auf dem Marktplatz von Buch aufgestellt. Davor soll es einen hölzernen Roland gegeben haben. Der Bau des Rathauses um 1680 hatte einen Umzug der Figur an den Rathauseingang erfordert. Schon 1683 stürzte der Rathausturm ein, und der Roland wurde zertrümmert. Nach der Wiederherstellung wurde 1690 der Kopf bei einem Brand des Rathauses zerstört und durch den heutigen Kopf ersetzt. Dieser ist wohl nicht dem Original nachempfunden worden. 1693 erhielt der Roland den heutigen Standplatz vor dem Lehnschulzenhof.[9]
- Die evangelische Dorfkirche Buch, erbaut zu Beginn des 13. Jahrhunderts, ist 1709 umgebaut worden. Im Jahr 1860 kamen das neue Glockenhaus und der Turm dazu.[27] 1893 wurde eine Orgel eingebaut. 1925 und 1968 sind Reste mittelalterlicher Wandmalereien freigelegt worden, zudem Heiligendarstellungen aus Romanik und Gotik, darunter Johannes der Täufer an der Ostwand des Altarraumes sowie Martin und Christophorus im Kirchenschiff.[32]

## Sagen und Bräuche aus Buch
Ludolf Parisius berichtete vom ersten Lehrer des Dorfes A.F.L. Felke, der 1860 eine Dorfchronik von Buch veröffentlicht hatte. Darin heißt es, dass Karl der Große die Feste Buch als Missionsstation gegen die heidnischen Wenden errichtet haben soll.
Hanns H. F. Schmidt erzählte 1994 die Sage vom „Rolandsspiel“: Die Bauern von Buch glaubten, ihr Roland sei eine Rolandin, wegen der barocken Allongeperücke. Die Figur wäre also die Braut des Stendaler Rolands. Am zweiten Pflingsttag bekam der Roland einen Kranz wie es Brautkrone aufgesetzt.
Der Lehrer Ebers schilderte das im Jahre 1908 so: „Am zweiten Pfingstfeiertage zieht die Jugend von Buch… durch die Straßen und macht dann vor dem Roland Halt. Einer der jungen Burschen klimmt an ihm empor und setzt ihm den grünen Efeu- oder Eichenkranz, den die Mädchen gewunden haben, auf sein steinern Haupt. Diesen trägt er bis zum nächsten Pfingsten. Nun geht der Zug nach dem Tanzboden…“

## Wirtschaft und Infrastruktur
In der Gemeinde Buch befindet sich das „Zentrum für Ökologie, Natur- und Umweltschutz“ (ZÖNU). Dort betreibt der ZÖNU mit dem NABU eine Ökoscheune und mit weiteren Eignern zusammen ein Dorfhotel. Landwirtschaft und Fremdenverkehr sind die wichtigsten Erwerbsquellen.

## Verkehrsanbindung
Von Buch aus führen Landstraßen nach Tangermünde, Tangerhütte und zur Elbfähre nach Grieben.
Es verkehren Linienbusse und Rufbusse von stendalbus.
In Tangermünde besteht Bahnanschluss nach Stendal, im zwölf Kilometer entfernten Tangerhütte Anschlüsse nach Magdeburg, Stendal und Schwerin.

## Sport
Buch gehört zu den Altmärkischen Wandernestern, die im Altmärkischen Wanderverein organisiert sind.

## Persönlichkeiten
- Johann von Buch Rechtsgelehrter, geboren in Buch